# Lysetjärnen (Töftedals socken, Dalsland)
Lysetjärnen är en sjö i Dals-Eds kommun i Dalsland och ingår i Örekilsälvens huvudavrinningsområde. Lysetjärn ligger i Trestickla-Boksjön Natura 2000-område.